# 2551 Decabrina
2551 Decabrina (1976 YX1) là một tiểu hành tinh vành đai chính được phát hiện ngày 16 tháng 12 năm 1976 bởi Chernykh, L. ở Nauchnyj.